# Museo diocesano di Concordia-Pordenone
Il museo diocesano d'arte sacra di Concordia-Pordenone è un museo di Pordenone istituito nel 1991 e aperto al pubblico nel 1995 è stato successivamente chiuso per quattro anni fino alla riapertura nel 2023 con adeguamento della accessibilità e ampliamento della superficie espositiva.

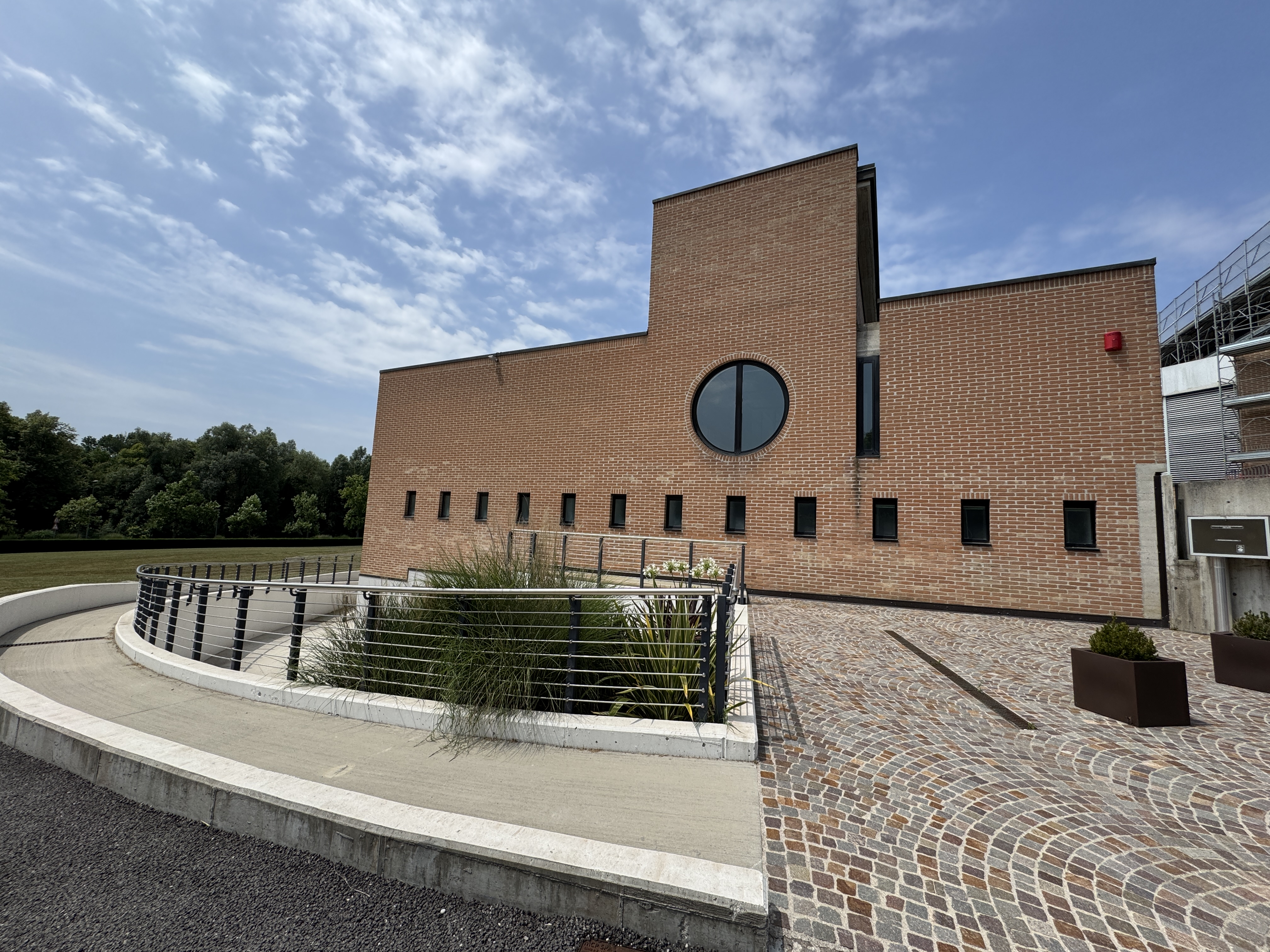
Il Museo di Arte Sacra è stato ampliato e reso accessibile, ecco come si presenta il nuovo ingresso inaugurato nel Maggio 2023 dopo 4 anni di chiusura

## Descrizione
Costruito nel 1991 ed aperto ufficialmente al pubblico nel 1995, il Museo Diocesano di Arte Sacra ha sede a Pordenone presso il Centro Attività Pastorali, progettato dall’architetto Othmar Barth nel 1988. Organizzati con originalità e allo stesso tempo con rigore formale, si possono ammirare i vari nuclei riguardanti affreschi e sinopie, dipinti su tavola e tela, vetri, sculture lignee e in pietra, argenteria, disegni e stampe, paramenti liturgici.
La particolare natura del Museo ha indotto a seguire un duplice ordinamento; per materia (disposta cronologicamente) e per destinazione, facendo spazio alle testimonianze della pratica sacramentaria e della devozionalità. Nella composizione di quadreria, statuaria, suppellettile e arredo vario dal VII secolo all’età contemporanea, frutto di artisti di varia levatura (dagli scultori Alvise Casella, Giovanni Martini, Orazio Marinali, ai pittori Pomponio Amalteo, Francesco Guardi, Nicola Grassi, Gianfrancesco da Tolmezzo, Michelangelo Grigoletti ed altri ancora) si è cercato di privilegiare gli attestati di provenienza locale, ricorrendo alle aree geografiche contermini allo scopo di colmare eventuali lacune di carattere iconografico. Risultato di antichi depositi, di donazioni o di affidamento in custodia, il Museo propone le proprie collezioni allestite in modo chiaro ed elegante.
"Negli anni sono state pubblicate quattro monografie destinate a documentare le principali collezioni museali di scultura, pittura, arredo, stampe e disegni, una piccola guida e un DVD sul patrimonio grafico.
Dal 2010 sono stati avviati una serie di laboratori didattici destinati alle scuole primarie e secondarie del territorio pordenonese che hanno riscosso via via sempre più consenso con la presenza di circa mille bambini l'anno. Il Museo di Pordenone è iscritto all'AMEI (Associazione Musei Ecclesiastici Italiani) e partecipa attivamente alle iniziative da essa promosse, volte alla valorizzazione degli specifici contenuti di fede e di religiosità popolare peculiari di tali istituzioni museali".
Il 27 Maggio 2023 il vescovo Giuseppe Pellegrini ha dato il via alla cerimonia di inaugurazione della rinnovata e ampliata struttura museale comprendente volumi e superfici espositive con la sezione dedicata al Cardinale Celso Costantini, gli spazi dedicati alle esposizioni temporanee e il laboratorio di restauro tessile, un unicum nel suo genere.

## Opere
Il percorso museale "comprende affreschi e sinopie (documento dei vasti cicli di pittura parietale un tempo decoranti l'interno delle chiese), statue (lignee, in pietra e marmo), dipinti (su tela e tavola), disegni, stampe, arredi (argenti e metalli), tessuti" ed è organizzato in sezioni secondo un itinerario cronologico. Di particolare rilievo:
- Pietà (fine XIV secolo) di anonimo scultore friulano;
- la Madonna con Gesù Bambino, san Giovanni Battista e san Leonardo[5] (1507), affresco, di Gianfrancesco da Tolmezzo;
- la Madonna con Gesù Bambino  (1508), scultura lignea, di Giovanni Martini;
- la pala dei Santi Ilario e Taziano assieme alla Beata Vergine Maria e ai santi Antonio abate e Giovanni Battista e Angeli, eseguita nel 1520 da Giovanni Antonio de' Sacchis detto "Il Pordenone", proveniente dalla parrocchiale di Torre;
- l'Istituzione dell'Eucaristia[6] (1547) di Giovanni Maria Zaffoni, il Calderari, proveniente dal Duomo di Pordenone;
- una croce astile (1548), in argento dorato, di Giacomo de Grandi, proveniente da Castello di Aviano;
- la Madonna del Carmelo, sant'Osvaldo e sant'Antonio da Padova (fine XVII secolo) di Andrea Celesti;
- il Volto di Gesù Cristo (fine XVII - inizio XVIII secolo), scultura in marmo, di Orazio Marinali;
- un tabernacolo dipinto (XVIII secolo) da Francesco Guardi[7].

La nuova sezione dedicata alla figura del cardinal Celso Costantini consta di una cinquantina di opere che rendono omaggio a uno dei personaggi più illustri della storia quasi bimillenaria della Diocesi di Concordia-Pordenone.
Tra le opere del cardinale Celso Costantini:
- Il piccolo emigrante (1908), scultura in marmo.
- Ecce Ancilla Domini (1912), conforme al bozzetto vincitore della medaglia d'argento all’Esposizione nazionale d’Arte sacra moderna e regionale antica, tenutasi a Venezia nel 1908.

Tra gli oggetti e le opere provenienti dalla Cina:
- Paramento ornamentale di culto Taoista (Jiangyi) indossato da un officiante di alto rango (daoshi) (Cina, secolo XIX) raso di seta di colore giallo con bordi neri ricamato con fili d'argento e di sete policrome che raffigurano numerose icone proprie di questa religione tra cui la gru, il pavone, il fiore di loto
- la Madonna delle colombe, (Pechino 1939) dipinto kakemono tempera su seta dell'artista cinese Lu Hongnian